# Marie-Josèphe Le Cacheux
Pour les articles homonymes, voir Le Cacheux.
Marie-Josèphe Le Cacheux, née le 27 février 1906 à Saint-Cloud et morte le 27 avril 1993 à Rouen, est une archiviste et historienne française.
Elle est l'une des deux premières femmes, avec Léonce Bouyssou, à diriger un service d'archives départementales en France. Durant sa longue carrière, elle préside à la renaissance du patrimoine écrit du Calvados après la bataille de Normandie, ainsi qu'à la construction d'un nouveau bâtiment des archives du Calvados.

## Biographie

### Enfance et formation
Issue d'une famille normande, Marie-Josèphe Le Cacheux naît le 27 février 1906 à Saint-Cloud, dans le département des Hauts-de-Seine. Sa famille est originaire de Saint Cyr. Ses parents sont Marie-Thérèse Javaudin et Paul Le Cacheux, archiviste-paléographe et historien de la Manche,,. Elle a neuf frères et sœurs, dont une sœur ingénieure chimiste, un frère médecin à Montebourg et un autre sous-directeur des chemins de fer du Congo.
Elle entre à l’École nationale des Chartes et sort diplômée en 1933, avec une thèse sur l'abbaye féminine de Saint-Amand de Rouen des origines à la fin du XVIe siècle,,. Elle publie sa thèse en 1937 et au concours des Antiquités de la France en 1938, elle obtient une deuxième mention pour son étude sur l'histoire de l'abbaye de Saint-Armand de Rouen dont François Burckard fait l'éloge.

### Carrière professionnelle

#### Conservatrice d'archives
Marie-Josèphe Le Cacheux commence sa carrière aux  archives de la Seine Inférieure, auprès de son père qui la fait engager comme auxiliaire départementale en 1933 ; elle est successivement promue archiviste-adjointe (1938), puis fonctionnaire d'état (1943),.
Le 21 février 1949, elle devient archiviste en chef des archives départementales du Calvados, où elle reste en poste jusqu'à sa retraite le 30 avril 1970,,. Elle est promue conservatrice d'archives de 1ère classe par arrêté du 6 mai 1957, conservatrice en chef en 1969, et admise à la retraite comme conservatrice en chef honoraire en 1970. Elle est l'une des premières archivistes-paléographes à être promue conservatrice en chef sur un poste en province.

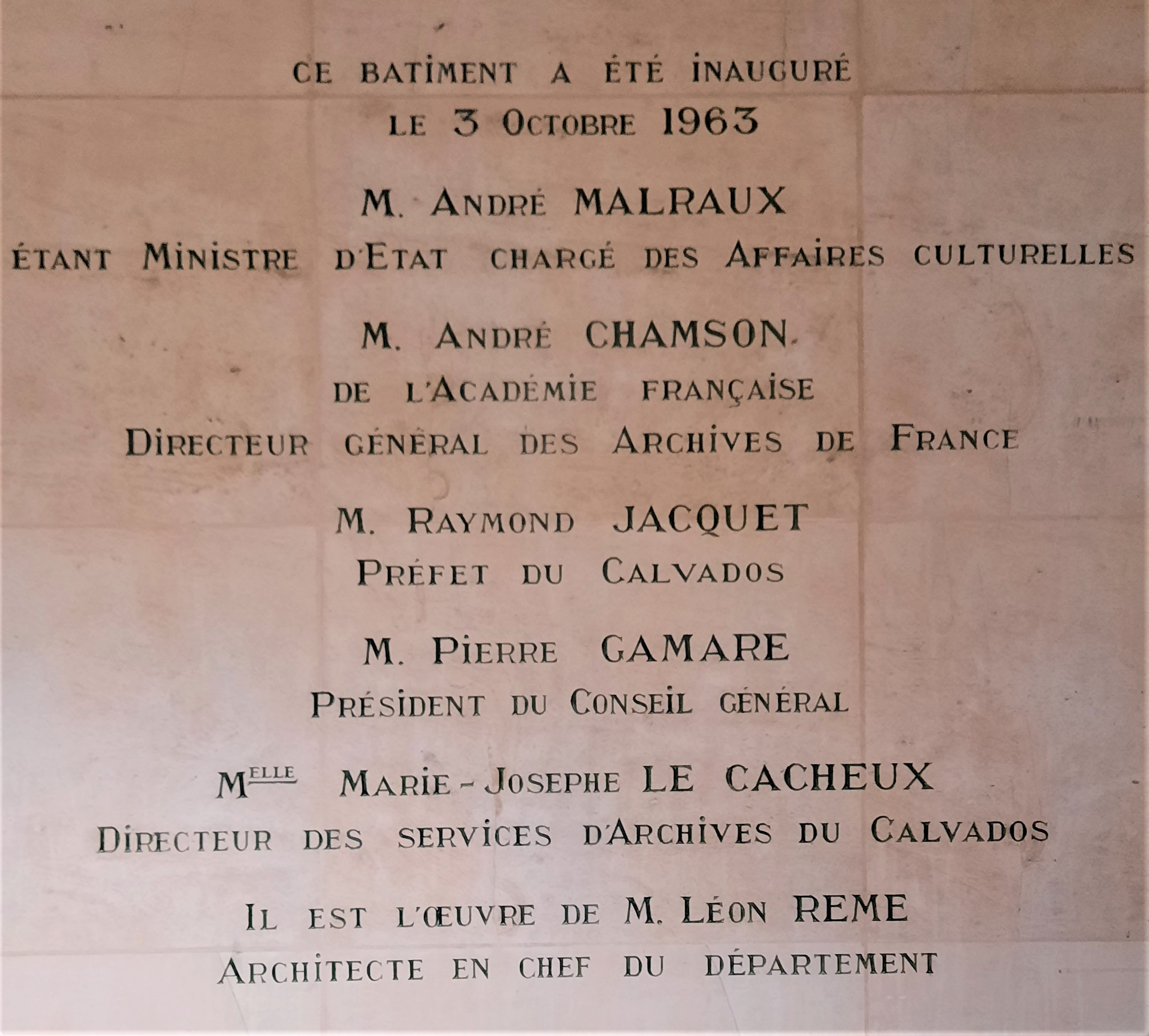
Plaque à l'entrée du bâtiment des Archives départementales du Calvados.

Dans le Calvados, elle prend en 1949 la succession de René-Norbert Sauvage à la tête d'un département dont le patrimoine écrit a été profondément dévasté par les bombardements de la bataille de Normandie, même si le dépôt des Archives du Calvados lui-même a échappé à la destruction. Elle supervise la construction d'un nouveau dépôt d'archives construit par l'architecte départemental Léon Rème,. Marie-Josèphe Le Cacheux doit organiser le déménagement de l'ensemble des collections depuis l'ancien bâtiment jouxtant la Préfecture et le dépôt annexe de l'église du Saint-Sépulcre de Caen. L'inauguration a lieu en grande pompe le 3 octobre 1963 en présence d'André Chamson, directeur des Archives de France, à l'occasion du 11e congrès des conservateurs d'archives français,. Une plaque monumentale gravée à l'entrée du bâtiment le rappelle. Marie-Josèphe Le Cacheux réalise à cette époque une brochure relatant l'histoire du service et de ses collections,.
Avec son adjoint, Jean Gourhand, Marie-Josèphe Le Cacheux crée un service éducatif et un atelier dédié aux reproductions sur microfilms. Elle fait entrer de nombreux fonds de notaires, et fait l'acquisition des quelque 220 volumes de notes généalogiques du chanoine Léon Le Mâle,,.

#### Membre de sociétés savantes
Elle devient présidente de deux sociétés savantes locales : la Société des antiquaires de Normandie et l'Académie des sciences, arts et belles-lettres de Caen,, dont elle est la première femme présidente en 1963. Elle contribue aux publications de ces sociétés par des notices nécrologiques[source insuffisante], des articles[source insuffisante], ou des recensions d'ouvrages,.
Elle est membre de l'Académie des Sciences, Arts et Belles-Lettres de Rouen, où elle est reçue le 22 novembre 1947. Elle prononce un discours à cette occasion sur le docteur Charles-François Tiphaigne de La Roche.
Elle est promue dans l'ordre des Arts et des Lettres en octobre 1963 et dans l'ordre national de la Légion d'honneur en mars 1964, dans la foulée de l'inauguration du nouveau bâtiment des Archives. À cette dernière occasion, une réception lui rend hommage en présence de l'Inspecteur des Archives Marcel Baudot, des archivistes du département et des directeurs et administrateurs des sociétés savantes du Calvados,.[pertinence contestée]
- Académie des sciences, arts et belles-lettres de Caen : membre (1951), secrétaire, puis présidente (1963)[21].
- Association normande pour les progrès de l'agriculture, de l'industrie et des arts[21].
- Société des amis des monuments, sites et musées du Calvados : vice-présidente[21].
- Société des antiquaires de Normandie : secrétaire-adjointe (1955-1964, 1974-1976), vice-présidente (1961), présidente (1962)[21].
- Société libre d'émulation du commerce et de l'industrie de la Seine-Maritime : membre (1930)[21].
- Société d'histoire ecclésiastique de la France : membre (1950).
- Académie des Sciences, Arts et Belles-Lettres de Rouen : membre (1947).

## Fin de vie
Elle meurt le 27 avril 1993 à Rouen à l'âge de 87 ans. François Burckard lui dédie une nécrologie dans le Précis analytique des travaux de l'Académie des sciences, belles-lettres et arts de Rouen.

## Œuvres et travaux scientifiques
Marie-Josèphe Le Cacheux consacre l'essentiel de ses travaux à l'histoire du droit normand et à l'histoire monastique.
- avec Paul Le Cacheux, Chambre des comptes de Normandie, Rouen, Lecerf, coll. « Archives départementales de le Seine-Inférieure : répertoire numérique de la série B », 1934, 53 p. (OCLC 492004390, lire en ligne).
- Histoire de l'abbaye de Saint-Amand de Rouen : des origines à la fin du XVIe siècle  par Mlle Marie-Josèphe Le Cacheux, Caen, 1937, 292 p. (OCLC 1121682095, lire en ligne)[28].
- avec Calvados Archives départementales Service éducatif, L'activité et le rôle d'un intendant de basse Normandie au XVIIIe siècle - Choix de documents, Caen, Institut pédagogique national (France), coll. « Annales du Centre régional de documentation pédagogique de Caen (1962) », 1964 (OCLC 491143148, lire en ligne).
- Marie-Josèphe Le Cacheux (éd.) et Lucien Musset (éd.), Les Actes de Guillaume le Conquérant et de la reine Mathilde pour les abbayes caennaises, Caen, Société des antiquaires de Normandie, coll. « Mémoires de la Société des antiquaires de Normandie » (no 37), 1967, 180 p. (OCLC 491361880, lire en ligne)[29],[30].
- Un médecin philosophe au XVIIIe siècle : le Normand Tiphaigne de La Roche, Rouen, Imprimerie Lainé, 1952 (réimpr. 1987), 18 p. (OCLC 463569700, BNF 35543817, lire en ligne).
- Notes sur l'arbitrage en Normandie au XIVe siècle, Caen, Imprimerie Caron, 1939, 16 p. (OCLC 799688133, lire en ligne).

## Distinctions honorifiques
- Chevalière de la Légion d'honneur 1964[26]
- Officier d'académie[11]
- Chevalière de l'ordre des Arts et des Lettres 1963[5]
- Officier de l'Instruction publique[11]